# Ranis13
Ranis13 è il fossile di un ominide dei primi esseri umani moderni europei (EEMH - European early modern humans in inglese), scoperto nella grotta di Ilsen a Ranis, in Turingia, Germania, nel 2016.

## Scoperta
Nel 2016 grotta di Ilsen, già nota per degli scavi condotti tra il  1932 al 1938, è stata nuovamente indagata, allo scopo di verificare la stratigrafia rilevata all'epoca, con le metodologie attualmente disponibili, nella speranza che, nonostante gli interventi degli anni '30, rimanessero ancora depositi intatti. In fondo alla sequenza di strati, che raggiungeva una profondità di otto metri, i ricercatori si sono imbattuti in un masso spesso 1,7 metri, che i precedenti scavatori avevano evitato. Dopo che la roccia fu sezionata e rimossa, furono scoperti veri e propri depositi incontaminati direttamente sotto questa roccia, tra cui, per la prima volta, quattro ossa che furono identificate come resti di Homo sapiens.

## Descrizione
La campagna di scavi, continuata fino al 2022, ha dato alla luce i resti di 13 ossa umane, associate a punte bifacciali. L'appartenenza al genere Homo Sapiens è stata confermata dall'analisi del DNA, e la datazione, effettuata con la tecnica del radiocarbonio, ha stimato un'età di 45 000. L'uomo, aveva pelle e capelli scuri, ed occhi castani. Il genoma di Ranis13, partcolarmente ben conservato, è tra i più antichi dei primi uomini europei geneticamente analizzato